# Carolyn Parker

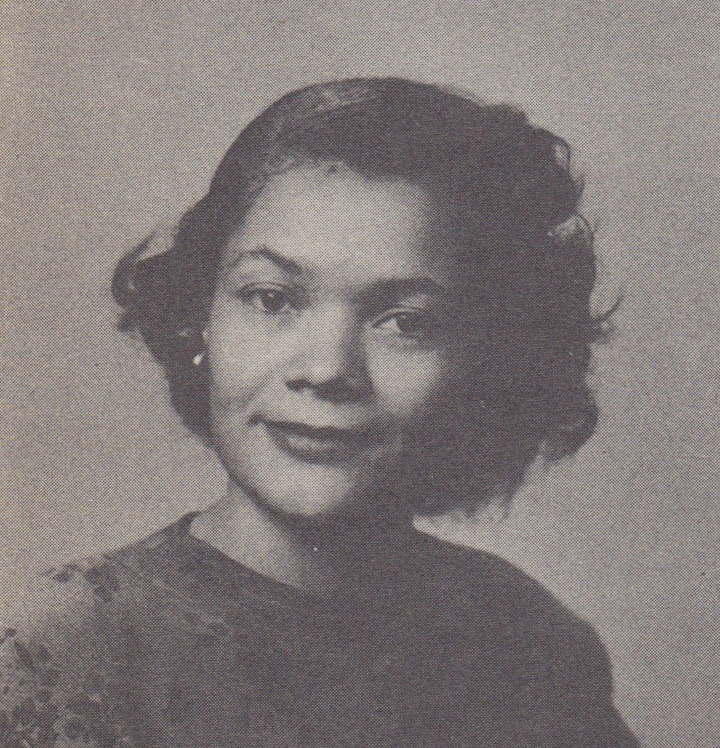
Carolyn Beatrice Parker

Carolyn Beatrice Parker (* 18. November 1917 in Gainesville, Florida, Vereinigte Staaten; † 17. März 1966 ebenda) war eine US-amerikanische Physikerin und Hochschullehrerin. Sie gilt als die erste Afroamerikanerin, die einen Postgraduiertenabschluss in Physik erhielt, und auch als die erste Afroamerikanerin, die einen Postgraduiertenabschluss in Physik am MIT erhielt.

## Leben und Werk
Parker war die Tochter von Delia Parker und des Arztes Julius A. Parker, der das Meharry Medical College absolviert hatte und als der zweite Afroamerikaner an der Harvard University in Betriebswirtschaft promovierte, Ihre Cousine mütterlicherseits, Joan Murrell Owens, war Meeresbiologin und eine der ersten Afroamerikanerinnen, die in Geologie promovierte. Sechs ihrer sieben Geschwister schlossen ein weiterführendes Studium ab, ein siebtes Geschwister starb im Alter von 9 Jahren.
Parker besuchte die getrennten öffentlichen Schulen in Tampa, wo sie 1933 die Middleton High School abschloss. 1938 schloss sie ihr Physikstudium an der Fisk University mit Auszeichnung ab. Anschließend unterrichtete sie bis 1940 an einer High School in Gainesville. 1941 erhielt sie ihren ersten Master-Abschluss in Mathematik an der University of Michigan. Dieser Abschluss verhalf ihr zu einer Lehrstelle am Bluefield State College, wo sie Physik und Mathematik unterrichtete.

## Dayton-Projekt
Während des Zweiten Weltkriegs wurde sie aufgrund ihrer mathematischen und wissenschaftlichen Fähigkeiten als Forschungsphysikerin auf der Wright-Patterson Air Force Base in Ohio angeworben, dessen Arbeit am Dayton-Projekt äußerst einflussreich war. Das Dayton-Projekt war Teil des Manhattan-Projekts, das während des Zweiten Weltkriegs und des Kalten Krieges zur Herstellung von Atomwaffen beitrug. Im Mittelpunkt stand die Arbeit mit dem radioaktiven Element Polonium, um einen Zünder für die Atombombe zu finden. Der Codename für den Zünder war Urchin. Die Arbeit mit Polonium war schwierig, da es nur in begrenzten Mengen verfügbar war und die  Wissenschaftler waren sich nicht sicher, ob es gereinigt werden konnte. Die Aktivitäten dieses Forschungsprojekts wurden streng geheim gehalten. Wissenschaftler nutzten sogar ein Theater als Labor, um mit Polonium zu arbeiten. Parkers Team wurde 1943 damit beauftragt, das radioaktive Element Polonium abzutrennen und zu reinigen. 1944 hatte Parkers Team mit der Trennung von Po-210 durch Säureextraktion große Erfolge erzielt, und die Produktionsausweitung erforderte die Verlegung des Betriebs in größere Räumlichkeiten. Parker arbeitete bis 1947 als Forschungsphysikerin am Luftwaffenstützpunkt Wright-Patterson Wright Field in Dayton.
Von 1947 bis 1951 lehrte sie als Assistenzprofessorin an der Fisk University. 1952 wurde sie als Physikerin in der Geophysik-Forschungsabteilung des Air Force Cambridge Research Center in Cambridge (Massachusetts) angestellt, Dieses Forschungslabor war nach dem Zweiten Weltkrieg aus der Schließung des MIT Radiation Laboratory und des Harvard Radio Research Laboratory hervorgegangen. 1951 trat Parker in das Physik-Graduiertenprogramm am MIT ein, wo sie 1953 einen zweiten Master-Abschluss in Physik erlangte und Kurse für eine Promotion absolvierte. Ihre Masterarbeit trug den Titel  Range distribution of 122 Mev (pi⁺) and (pi⁻) mesons in brass. Sie konnte jedoch ihre Doktorarbeit nicht abschließen, da sie an Leukämie erkrankte. Sie starb 1966 im Alter von 48 Jahren an Leukämie, wahrscheinlich als direkte Folge der Strahlenbelastung während ihrer Arbeit.
Die Arbeiter des Dayton-Projekts wurden wöchentlich auf Poloniumausscheidung getestet. Im Jahr 2000 wurde im Rahmen des Berufskrankheits-Entschädigungsprogramms für Energiemitarbeiter auch Leukämie als Krankheit der Arbeiter des Dayton-Projekts aufgenommen, die regelmäßig auf Poloniumwerte untersucht wurden oder hätten untersucht werden sollen und dort über einen bestimmten Zeitraum beschäftigt waren.
Parker war Mitglied des Institute of Radio Engineers, der American Physical Society, von Sigma Upsilon Pi und Delta Sigma Theta.

## Ehrungen (Auswahl)
- Sie wurde am MIT in die Sigma Xi Scientific Research Honor Society gewählt.
- Eine Grundschule in Gainesville, die während der Jim-Crow-Ära nach dem konföderierten Brigadegeneral Jesse Johnson Finley benannt wurde, wurde zu Ehren von Carolyn Beatrice Parker umbenannt.[5][6]
- Das Superconducting Quantum Materials and Systems Center (SQMS) des Fermilab vergibt für afroamerikanische Postdoktoranden das Carolyn B. Parker Fellowship.[7]